# Понтестура
Понтесту̀ра (на италиански: Pontestura; на пиемонтски: Pondastüra, Пондастюра) е село и община в Северна Италия, провинция Алесандрия, регион Пиемонт. Разположено е на 140 m надморска височина. Населението на общината е 1485 души (към 2010 г.).